# Lateralus
Lateralus è il terzo album in studio del gruppo musicale statunitense Tool, pubblicato il 15 maggio 2001 dalla Volcano II.
Nel gennaio del 2001 la band annunciò che il titolo dell'album avrebbe dovuto essere Systema Encéphale, ma il mese successivo rivelò che il vero titolo era Lateralus, smentendo quello che ormai i media avevano già diffuso come titolo del nuovo album.

## Descrizione
Questo lavoro dei Tool può essere definito come progressive rock, venuto fuori dopo la battaglia legale durata ben cinque anni con la precedente casa discografica del gruppo. I pezzi che compongono l'album sono caratterizzati da molti cambi di ritmo e di dinamica, completati dalla particolare e inconfondibile voce di Maynard James Keenan. Interessante l'intreccio di chitarra e basso, con quest'ultimo più presente che in passato; sempre più angosciose, metalliche e claustrofobiche le atmosfere.
Album dal contenuto non usuale e complesso da recepire, Lateralus fu comunque un successo commerciale negli Stati Uniti, arrivando per un breve periodo dopo la sua uscita al primo posto di Billboard, e diventando il 5 agosto del 2003 doppio disco di platino. Proprio come per Salival, le cui prime copie presentavano refusi, sulla copertina il nome della traccia Lateralus appariva scritto Lateralis. Il refuso fu corretto nelle copie successive. Il titolo originale della traccia Reflection era Revolution e fu cambiato all'ultimo momento.
Da questo album sono stati estratti tre singoli, Schism, Lateralus e Parabola, nonché due videoclip, uno di Schism, preceduto come anche nel disco dal pezzo Mantra, e l'altro per Parabola, anche qui preceduto da Parabol come nel disco. Di questi videoclip, sono stati realizzati il 20 dicembre 2005 due DVD single, che contengono oltre ai video, anche remix degli stessi pezzi.

### The Grudge
In The Grudge è presente un riferimento a La lettera scarlatta, romanzo di Nathaniel Hawthorne (Unable to forgive your scarlet letter men).

### Mantra
È stato supposto che la quarta traccia dell'album, Mantra, fosse la registrazione rallentata di una donna che dice "I love you"; Keenan ha allora dichiarato che in realtà non si trattava di una donna, ma di uno dei suoi siamesi mentre veniva stretto dolcemente. È stato notato che la traccia, ascoltata a 78 giri, assomiglia alla registrazione della recitazione di un Mantra.

### Ticks & Leeches
L'ottava traccia, Ticks & Leeches, viene suonata raramente a causa dello sforzo a cui sottopone la voce di Keenan. Quelle rare volte vengono usati effetti di distorsione per minimizzare gli sforzi.

### Lateralus
Nei primi minuti della nona traccia dell'album, Lateralus, Keenan usa parole il cui numero di sillabe formano i primi sei numeri della successione di Fibonacci, poi torna indietro al primo e continua fino al settimo per tornare infine indietro fino al quarto:
[1] black
[1] then
[2] white are
[3] all I see
[5] in my infancy
[8] red and yellow then came to be
[5] reaching out to me
[3] lets me see
[2] there is
[1] so
[1] much
[2] more and
[3] beckons me
[5] to look through to these
[8] infinite possibilities
[13] as below so above and beyond I imagine
[8] drawn beyond the lines of reason
[5] push the envelope
[3] watch it bend
La successione di Fibonacci è in relazione con la sezione aurea, che viene utilizzata per disegnare le spirali.
Questo ha portato i fan alle ipotesi di cui sopra. I riferimenti alla successione di Fibonacci nella nona traccia dell'album hanno fatto pensare che i Tool volessero nascondere la vera sequenza delle tracce, una sequenza che procederebbe non linearmente ma a spirale. Un anonimo ha formulato due diverse ipotesi, una utilizzando una sola spirale e un'altra, forse più accreditata, utilizzandone due e ponendo al centro la traccia 13 (il 13 fa parte della successione), ultima dell'album. Ha chiamato le due ipotesi rispettivamente:
"The Lateralus Prophecy": 6, 7, 5, 8, 4, 9, 3, 10, 2, 11 ,1, 12, 13;
"The Holy Gift": 6, 7, 5, 8, 4, 9, 13, 1, 12, 2, 11, 3, 10;
Come si nota, se si esclude il numero 13 da entrambe le combinazioni e si divide ogni sequenza in coppie, la somma dei numeri di ogni coppia risulterà 13 (6+7=13, 5+8=13, ecc.).
Inoltre nell'ultima parte del brano vengono pronunciati versi contenenti la parola "spiral" (spirale), terminando il brano con la ripetizione del seguente verso: "Spiral out, keep going..."

### Faaip de Oiad
Faaip de Oiad (che tradotto in italiano dal islandese significa letteralmente Voce di Dio) è un brano accompagnato da batteria, sintetizzatore e distorsioni. In sottofondo, si sente una registrazione del 11 settembre 1997 di un uomo affetto  di isteria che, fingendosi un impiegato dell'Area 51, aveva telefonato l'Art Bell Show (un programma radio americano in cui si discute su teorie della cospirazione e fenomeni paranormali) dicendo che gli alieni avrebbero assediato la sede del governo. Si dice che lo show fosse stato interrotto misteriosamente per mezz'ora, successivamente, l'uomo richiamò per scusarsi con gli spettatori.

## Copertina

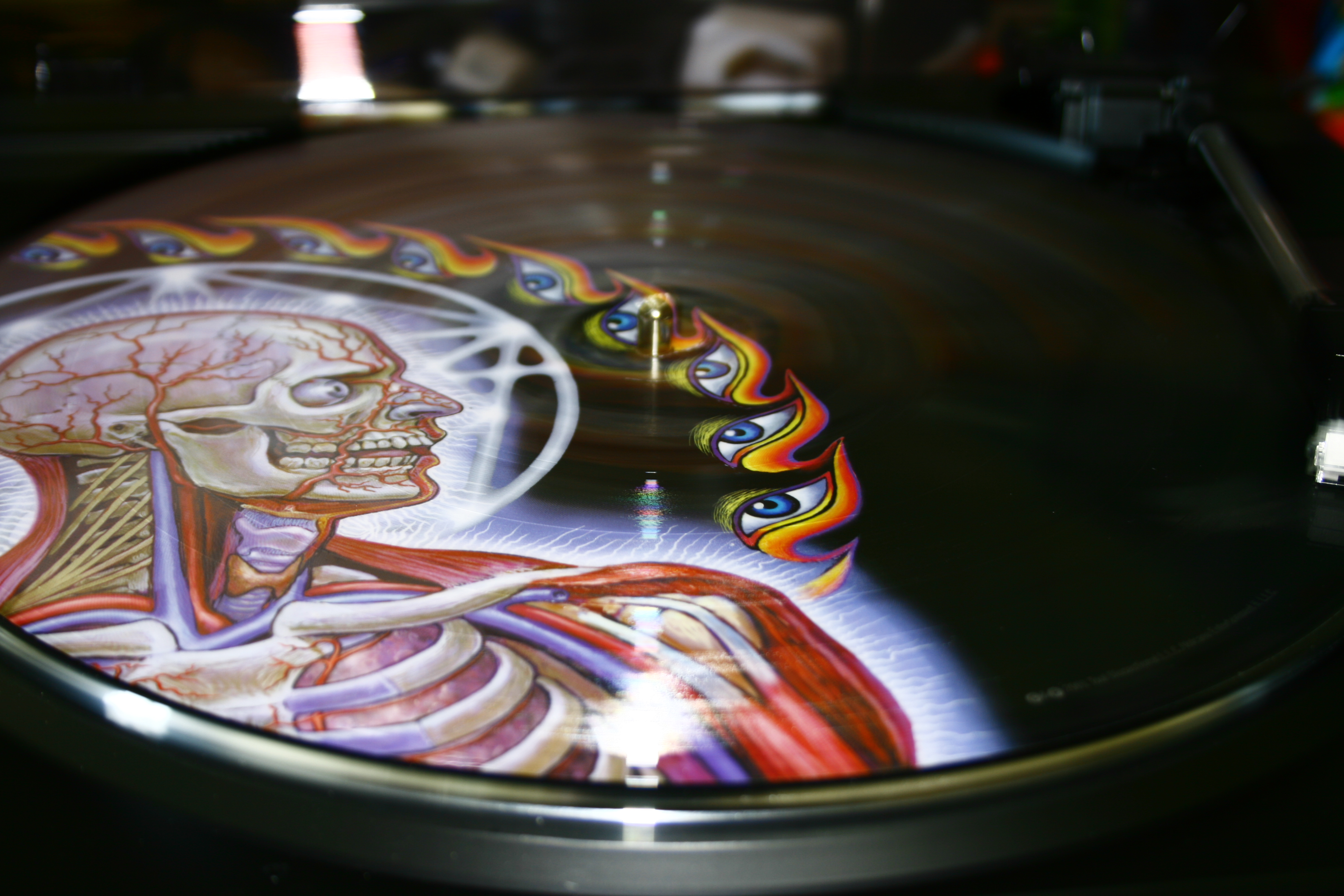
Picture disc di Lateralus

La copertina, realizzata da Alex Grey, è composta da strati trasparenti con rappresentato su ogni foglio un diverso lato del corpo umano; è presente anche un lato spirituale. Nell'ultimo strato è nascosta nel cervello la parola "GOD", che vuol dire letteralmente "Dio".

## Riconoscimenti
Nel giugno del 2015 la rivista Rolling Stone ha collocato l'album alla trentatreesima posizione dei 50 migliori album progressive di tutti i tempi.

## Edizione limitata del 2005
Il 23 agosto 2005 è stata pubblicata una versione limitata in vinile doppio Picture disc, con copertina in formato olografico.

## Tracce
Testi e musiche dei Tool.
1. The Grudge – 8:36
2. Eon Blue Apocalypse – 1:04
3. The Patient – 7:13
4. Mantra – 1:12
5. Schism – 6:47
6. Parabol – 3:04
7. Parabola – 6:03
8. Ticks & Leeches – 8:11
9. Lateralus – 9:24
10. Disposition – 4:46
11. Reflection – 11:07
12. Triad – 8:45
13. Faaip de Oiad (hidden track) – 2:40

## Curiosità
- Il brano Triad dura 6:35. Seguono infine 2 minuti e 10 secondi di silenzio.
- Nell'edizione in vinile, Disposition è inciso dopo Parabola, al posto di essere inciso dopo Lateralus.

## Formazione
Gruppo
- Maynard James Keenan – voce
- Adam Jones – chitarra
- Justin Chancellor – basso
- Danny Carey – batteria

Altri musicisti
- Statik – macchine (traccia 12)
- Art Bell (traccia 13)

Produzione
- Tool – produzione
- David Bottrill – produzione, ingegneria del suono, missaggio
- Vince De Franco – ingegneria del suono
- Adam Jones – direzione artistica
- Alex Grey – illustrazione
- Mackie Osborne – grafica

## Classifiche
| Classifica (2001)          | Posizione massima |
| -------------------------- | ----------------- |
| Australia                  | 1                 |
| Austria                    | 9                 |
| Belgio (Fiandre)           | 13                |
| Belgio (Vallonia)          | 19                |
| Canada                     | 1                 |
| Danimarca                  | 12                |
| Finlandia                  | 11                |
| Francia                    | 21                |
| Germania                   | 5                 |
| Italia                     | 22                |
| Norvegia                   | 2                 |
| Nuova Zelanda              | 2                 |
| Paesi Bassi                | 7                 |
| Portogallo                 | 26                |
| Regno Unito                | 16                |
| Regno Unito (rock & metal) | 2                 |
| Scozia                     | 13                |
| Stati Uniti                | 1                 |
| Svezia                     | 8                 |
| Svizzera                   | 31                |